# Murdannia clandestina
Murdannia clandestina är en himmelsblomsväxtart som först beskrevs av Henry Nicholas Ridley, och fick sitt nu gällande namn av Robert Bruce Faden. Murdannia clandestina ingår i släktet Murdannia och familjen himmelsblomsväxter. Inga underarter finns listade.